# Bungarus magnimaculatus
Bungarus magnimaculatus е вид змия от семейство Elapidae. Видът не е застрашен от изчезване.

## Разпространение и местообитание
Разпространен е в Мианмар.
Обитава тропически райони, градски и гористи местности и плантации.